# جبل مكحول (سنجار)

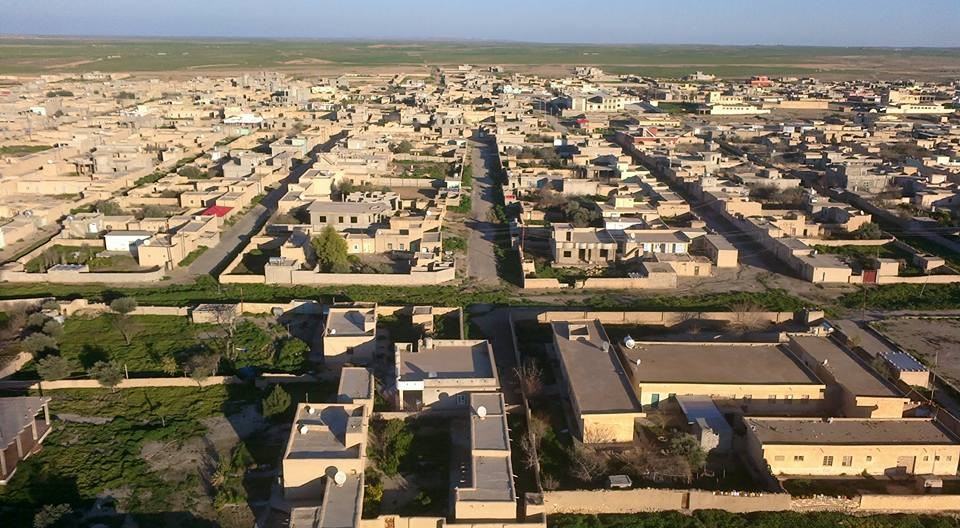
مجمع كوهبل السكني (الاندلس سابقا) شمال جبل سنجار في محافظة نينوى العراقية

جبل مكحول هو جبل يقع مقربة من الحدود السورية العراقية بين محافظة نينوى ومحافظة الحسكة، وتقع قربه مدينة قلعة مكحول ويبلغ ارتفاعه حوالي 1000 متر.
وكان جبل مكحول يعرف بالذات بمواكر الطيور الجارحة، وكان مربي الطيور يتفاخرون بطيورهم لاسيما إن كان الطير من مواكر ذلك الجبل.
غالبية سكان المناطق حول جبل مكحول من العرب، خصوصا شمر وطي وعنزة .

## قصر البنت في جبال مكحول
يقع خلف جبل مكحول على الضفة الغربية لنهر دجلة بقايا قلعة تسمى قلعة البنت، ومبينة على رابية حصينة وجدرانها من اللَبِن المربع (29×29سم) ومن الجص. إلا أن توجد كذلك بقايا أبنية من آجر مربع حجومه بين 27 و30 سم وثخنه 7,5 سم. وعلى هذا الآجر علامة مصنوعة بالإصبع، والمرجح أن زمن هذا البناء يعود إلى العهد الساساني أن لم يمكن من العهد الفرثي. وقد ذكر الرحال تيفينو عام 1686 الذي سافر من الموصل إلى بغداد وجود قلعة باسم قلعة مكحول وتسمى أيضاً قصر البنت.

قصر البنت أو قلعة البنت هو أحد القصور التراثية والأثرية الذي يقع قبالة قرية حصيبة، وقد أكتشفت في عام 1950 فلقد وجدت التنقيبات الأثرية بقايا أسس مطلة على نهر الفرات بصورة عمودية تعرف باسم قصر البنت، ويتكلم عنها السكان بأقاويل خرافية عن هذا الموقع لا تمت إلى الحقيقة بشيء. وهنالك أيضاً قصر البنت في جبال مكحول.